# Digalodon
Digalodon es un género extinto de sinápsidos no mamíferos.